# Adolpho Bloch
Adolpho Bloch GCIH, nascido Avram Yossievitch Bloch (em ucraniano: Аврам Йоссійович Блох, em hebraico: אברהם יוסייביץ' בלוך; romaniz.: Avrahem Yusayvich Bloch; nascido em Jitomir, Império Russo, 8 de outubro de 1908 — São Paulo, 19 de novembro de 1995) foi um dos mais importantes empresários da imprensa e televisão brasileira. Fundador do grupo de mídia que levava seu sobrenome, foi o criador da revista semanal Manchete, em 1952, e fundou, em 1983, a Rede Manchete, hoje extinta.
Era primo do escritor Pedro Bloch, tio-avô do ator Jonas Bloch e tio-bisavô da atriz Débora Bloch.

## A vida do editor, gráfico e empresário

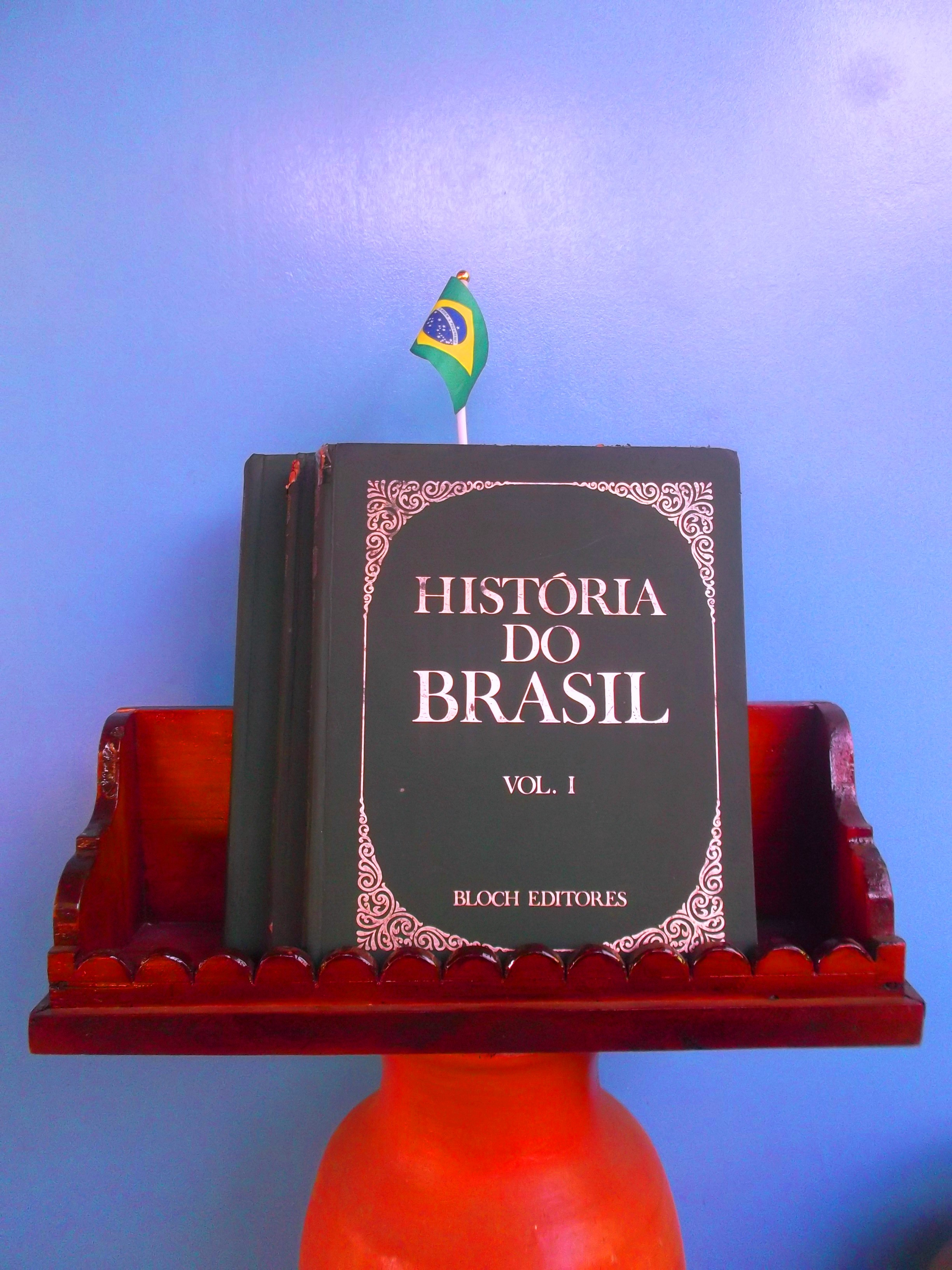
Coleção História do Brasil (Bloch Editores), editada por Adolfo Bloch em 1972.

O fato da família Bloch ser de origem judaica fez com que se envolvessem em muitos problemas em 1917, na época da Revolução Russa. Um deles foi a fome, motivando que, junto com dezessete parentes, Adolpho Bloch deixasse sua cidade natal, Jitomir, para morar em Kiev. Em 1921, deixou a Ucrânia definitivamente, chegando a morar 9 meses em Nápoles, na Itália antes de chegar ao Rio de Janeiro em 1922.
A família Bloch chegou à então capital federal trazendo consigo apenas um pequeno pilão, utilizado para espremer especiarias, razão pelo qual o título de sua biografia, lançada na década de 1980, viesse a ser esse — "O Pilão".
Os Bloch investiram uma pequena economia no mesmo ramo com o qual trabalhavam quando moravam na Rússia: a gráfica. Já em 1923 compraram uma pequena impressora manual e começaram rodando folhas numeradas o jogo do bicho, hoje ilegal. 
Durante a década de 1940, Adolpho trabalhou na editora Rio Gráfica, de Roberto Marinho. Na mesma década, Seu Adolpho se tornou amigo de artistas e políticos, além de ser frequentador da área boêmia do Rio. Lá, existia o Grêmio Recreativo Familiar Kananga do Japão, onde ele ia para as rodas de gafieira. Esse lugar inspiraria a novela Kananga do Japão, da Rede Manchete, em 1989, da qual Adolpho foi idealizador.
Em 26 de abril de 1952, ele lançou o primeiro número da revista Manchete, publicando um semanário de âmbito nacional, dando início à construção de um dos maiores impérios midiáticos da América Latina.
Desde sua fundação até meados da década de 1970, a Bloch Editores ficava sediada na rua Frei Caneca, no centro do Rio. Em seguida, a sede foi transferida para a Rua do Russel, no bairro da Glória (Zona Sul carioca). A Bloch Editores também publicava livros e revistas dos mais variados segmentos.
Além da revista (que se tornou a mais lida do Brasil, ganhando projeção mundial), outra realização sua foi a amizade próxima com o ex-presidente Juscelino Kubitschek. Quando o ex-presidente faleceu, em 1976, Adolpho insistiu para que o corpo fosse velado no saguão do prédio-sede de sua editora, na Glória, local onde o próprio Bloch foi velado 19 anos depois.
Diferentemente do que muitos imaginam, a comunicação eletrônica nunca despertou seu interesse, mas em 1980, pelas mãos dele e de seu sobrinho Pedro Jack Kapeller, foram lançadas a Rede Manchete de Rádio FM, com 5 emissoras pelo Brasil e a Rádio Manchete AM, no Rio de Janeiro.
No início da década de 1980, o empresário designou um grupo de diretores e funcionários da Bloch Editores para cuidar do projeto da Rede Manchete de Televisão. Quando voltou de viagem aos Estados Unidos em 1981, ele encontrou o projeto de TV bastante adiantado, mas não estava a par de quase nada. Em 19 de agosto de 1981, os irmãos Adolpho e Oscar Bloch e o ex-braço direito Pedro Jack Kapeller agradeceram o governo brasileiro pelas quatro concessões públicas, pertencentes anteriormente à Rede Tupi. O investimento numa rede de televisão não estava entre as suas prioridades, pois queria continuar investindo na editora e concretizar o projeto de fabricar latas de alumínio, mas em 5 de junho de 1983, depois de vários adiamentos, a Rede Manchete finalmente foi inaugurada.
No mesmo ano, Adolpho, comprou a Rádio Clube do Pará, que ficou em suas mãos até 1992.

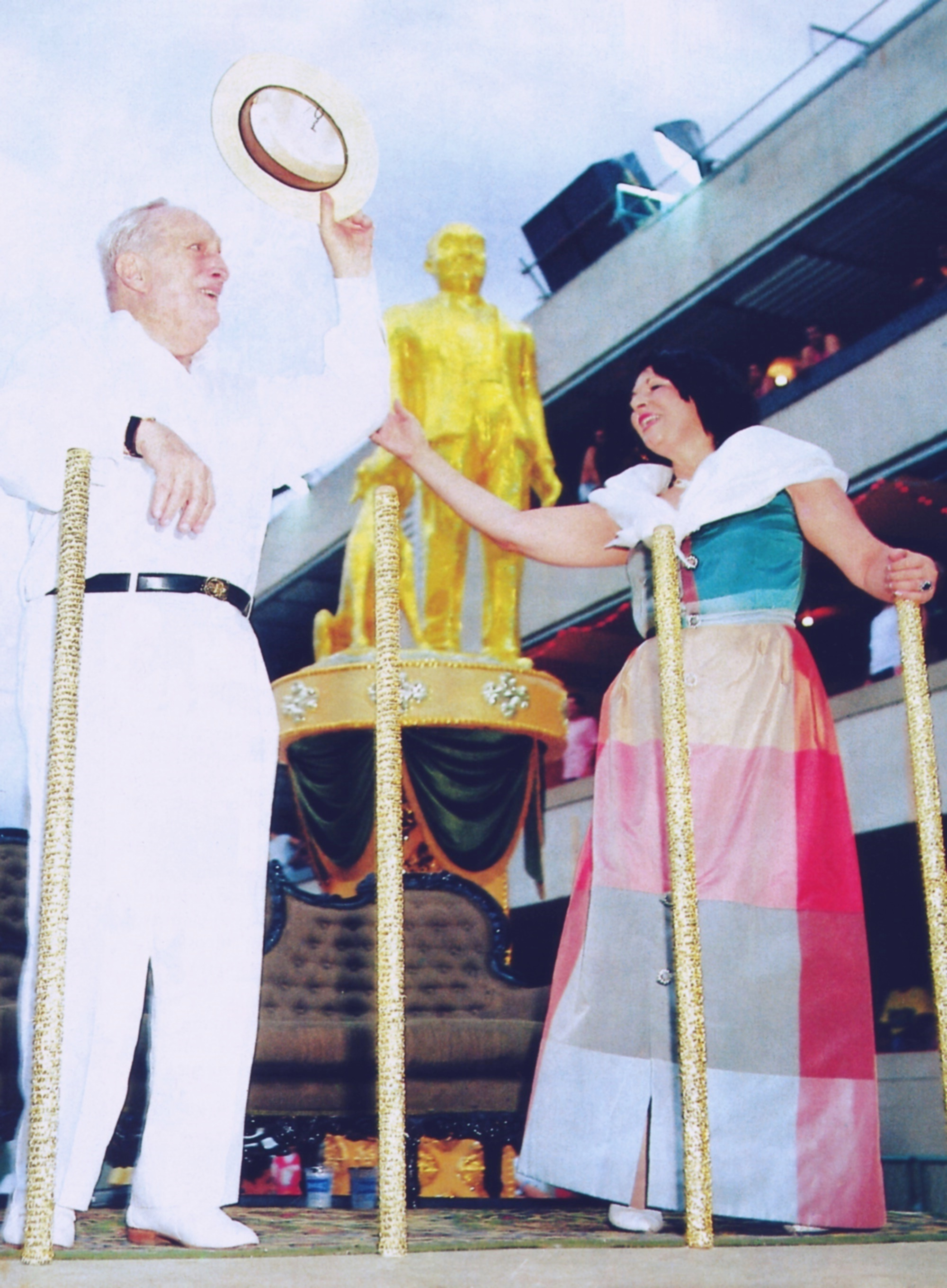
Adolpho Bloch e sua esposa, Anna Bentes Bloch, no desfile da Unidos do Cabuçu, em 1991

Em 26 de novembro de 1987, foi agraciado com a Grã-Cruz da Ordem do Infante D. Henrique de Portugal.
No início de novembro de 1995, Adolpho Bloch foi internado no hospital da Beneficência Portuguesa, em São Paulo, para tratar dois problemas: embolia pulmonar e disfunção da prótese da válvula mitral do coração. Na madrugada do dia 18 para o dia 19, seu quadro agravou-se, e ele precisou ser operado, mas não resistiu. "Seu Adolpho" faleceu no dia 19 de novembro de 1995 aos 87 anos, sem ter tido filhos. Deixava apenas a esposa, Anna Bentes, com quem vivia desde 1980, tendo o seu casamento oficializado apenas em 1992. Com isso, as empresas de seu grupo passaram para o controle do sobrinho de Bloch, Pedro Jack Kapeller (conhecido como Jaquito), que ficou no comando destas até o ano 2000, quando o Conglomerado Bloch foi à falência.
Em 1998 foi inaugurada uma Escola Técnica com o seu nome, localizada no bairro do Maracanã, no Rio de Janeiro, a Escola Técnica Estadual Adolpho Bloch.

## Representações na cultura
- Adolpho Bloch foi interpretado por Sérgio Viotti na minissérie JK.